# Gestion des données
La gestion des données est une discipline de gestion qui tend à valoriser les données en tant que ressources numériques. La gestion des données permet d'envisager le développement d'architectures, de réglementations, de pratiques et de procédures qui gèrent correctement les besoins des organismes sur le plan de tout le cycle de vie des données. Les données sont, avec les traitements, l'un des deux aspects des systèmes d'information traditionnellement identifiés, et l'un ne peut aller sans l'autre pour un management du système d'information cohérent. La gestion des données est une vision du management du système d'information qui se construit simplement autour de la nature de la donnée et non en fonction d'un système et ses interactions.

## Enjeux de la gestion des données
Les données ne sont pas toujours identifiées comme un enjeu stratégique par les entreprises et les organisations gouvernementales. Pourtant, à un moment où l'on parle de plus en plus d'économie du savoir (sans que l'on connaisse précisément la signification de ce terme), on constate que les informations qui constituent le cœur de métier des entreprises deviennent stratégiques.
Il y a d'abord le besoin de pouvoir anticiper. Or, du fait de la nature même de la conception de beaucoup de systèmes décisionnels, qui manipulent des données de carnet de commande et de chiffre d'affaires, la visibilité des systèmes de pilotage classiques est souvent limitée. Elle dépend beaucoup du secteur économique et de la durée du cycle de vie : long terme (pour le nucléaire), court terme (pour les produits de grande consommation)…
La possibilité de recherche d'information par des moteurs de recherche en source ouverte offre certes des possibilités nouvelles considérables, mais en même temps présente plusieurs difficultés : le bruit informationnel, et les risques de pillage technologique, qui posent des questions de protection des données sur le plan juridique.
Il y a ensuite le développement des produits innovants avec des partenaires dans des pôles de compétitivité, qui associent centres de recherche, chambres de commerce, administrations territoriales. Les données échangées sont d'abord à caractère documentaire, avec des graphiques, etc., donc peu structurées (par opposition aux bases de données).
L'ouverture européenne, loin d'introduire une déréglementation, entraîne au contraire des contraintes règlementaires beaucoup plus importantes, sur le plan de la sécurité et de l'environnement (directive REACH…). Les données juridiques se présentent là aussi sous forme de documents électroniques. La nature contractuelle de beaucoup de documents électroniques échangés entre clients et fournisseurs pose la question du respect de cette règlementation.
Enfin, la mise en œuvre des normes comptables IAS/IFRS bouleverse les règles du jeu : segmentations en secteurs, nouvelles règles de provisionnement, et surtout comptabilisation du capital immatériel en immobilisations incorporelles, qui se répercutent jusque dans les systèmes gouvernementaux. Il faut maintenant évaluer ces données comme actifs immatériels.

## Démarche générale de la gestion des données
La démarche générale de la gestion des données est la même que celle utilisée par le management du système d'information. Le système d'information nécessitant l'intégration de concepts complémentaires du fait de la prise en compte des interactions complexes au sein même des systèmes.

### Structuration classique des données
La structuration de données permet de créer une structure logique destinée à contenir des données, afin de leur donner une organisation permettant de simplifier leur traitement par l'intervention d'un administrateur de bases de données. Ces structures font alors partie d'entrepôts de données et de data mining qui permettent de gérer les données pour leur utilisation par d'autres applications, comme les systèmes décisionnels. Les efforts actuels visent à faire converger les systèmes de gestion de contenu dans le cadre de la gestion de contenu (ECM), pour harmoniser les données des systèmes d'information. La qualité des données permet de vérifier la cohérence des données (absence de doublons sur des codes / noms de clients par exemple…). Pour pouvoir obtenir une vision synthétique de chaque service ou de l’ensemble de l’entreprise, il convient donc que ces données soient filtrées, croisées et reclassées dans un entrepôt de données central. Cet entrepôt de données va permettre aux responsables de l’entreprise et aux analystes de prendre connaissance des données à un niveau global et ainsi prendre des décisions plus pertinentes, d’où le nom d’informatique décisionnelle.

### Changement de nature des données
Voir aussi : Ressource (Web) et évolution du concept de ressource informatique
On est passé depuis les années 1970 d'une période où les données étaient très formatées (fichiers, bases de données) à un monde ouvert où des documents électroniques sont échangés (courriels) ou partagés (sites web) entre partenaires. Il est nécessaire de faire une distinction entre fichiers et documents électroniques, car les conditions de gestion et de sécurité des données sont différentes.
La tendance de fond est à une transition vers un nouveau modèle, caractérisé par l'utilisation de données a priori hétérogènes, manipulées par des réseaux d'intelligence économique et des communautés d'ingénierie des connaissances. La présence d'immobilisations incorporelles dans les comptes de l'État depuis début 2006 (LOLF) et dans les comptabilités des entreprises (IAS/IFRS) sont la manifestation comptable de l'importance des documents immatériels.
La multiplication des ressources informatiques non structurées conduit à utiliser les métadonnées (auteur, titre, date, droits d'accès…) comme des données stratégiques permettant d'accéder aux ressources Web (documents numériques, systèmes de fichiers, sons, images) par les navigateurs et les moteurs de recherche.
Des travaux de normalisation sont en cours sur ce sujet (voir Dublin Core). 
Dans ce nouveau modèle, les personnes qui ont la responsabilité de gérer ces métadonnées (dans les systèmes de fichiers…) ont un pouvoir très important. Les métadonnées permettent de structurer les droits d'accès aux systèmes de fichiers et aux documents électroniques, en fonction des paramètres (termes de représentation), et en fonction des formats de données numériques employés.